# Estreptomicina
La estreptomicina fue el primer antibiótico descubierto del grupo de los aminoglucósidos; también fue el primer fármaco de la era de la quimioterapia usado en el tratamiento de la tuberculosis. Es un antibiótico bactericida de espectro pequeño, derivado de la actinobacteria Streptomyces griseus. En su método de acción, realiza una inhibición de la síntesis proteica a nivel de la subunidad 30s del ribosoma.
Está en la Lista de medicamentos esenciales de la Organización Mundial de la Salud. La Organización Mundial de la Salud lo clasifica como de importancia crítica para la medicina humana.

## Historia
Fue aislada por Albert Schatz (19 de octubre de 1943) en el laboratorio de Waksman y bajo su supervisión, para la Universidad de Rutgers, Nueva Jersey, en EE. UU. Aunque el trabajo de cribado de antibióticos en la Universidad de Rutgers fue iniciado por Waksman, el trabajo experimental fue en gran medida realizado por estudiantes de doctorado que trabajaban bajo su supervisión. El éxito fue casi inmediato con el descubrimiento primero de actinomicina y luego estreptomicina. Sin embargo, debido a problemas relacionados con la toxicidad, ninguno de estos antibióticos se usó inicialmente en medicina. El trabajo de descubrimiento fue publicado el 1 de enero de 1944.
El trabajo de doctorado de Schatz sobre el aislamiento de antibióticos de los actinomicetos del suelo se realizó en el laboratorio del sótano del Edificio de Agricultura en el campus de Rutgers.

## Farmacocinética
Distribución
Se distribuye en plasma extracelular y en múltiples tejidos del organismo, exceptuando el cerebro; asimismo alcanza solo concentraciones muy bajas en líquido cefalorraquídeo (LCR o cerebroespinal) en secreciones bronquiales y vaginales. Así mismo, se puede encontrar un olor nauseabundo característico a heces.
La estreptomicina no penetra bien al interior de las células, por lo que es un agente con efecto en contra de los bacilos exclusivamente extracelulares. Como consecuencia, el tratamiento de la tuberculosis requiere el uso de agentes que eliminen las bacterias intracelulares, que son el componente principal de la infección tuberculosa.
Atraviesa la placenta. Su unión a proteínas del plasma sanguíneo es baja a moderada y no se metaboliza. Del 80 al 98 por ciento se excreta por vía renal como droga inalterada a las 24 horas y el uno por ciento por bilis.

## Usos terapéuticos
La estreptomicina está indicada para el tratamiento de diversas formas de tuberculosis producidas por la bacteria Mycobacterium tuberculosis. Por lo general se asocia esta sustancia con otros antituberculosos. También se usó en  profilaxis de la endocarditis bacteriana, de brucelosis y en el granuloma inguinal causado por Klebsiella granulomatis.
Utilizada como fármaco de primera línea para el tratamiento de la tuberculosis, la dosis estándar se sitúa en el rango de 0,5 a 1 g por día. Se administra por vía intramuscular o intravenosa y suele utilizarse únicamente en combinación con otros fármacos para prevenir el surgimiento de resistencia.
En combinación con la penicilina, ampicilina o vancomicina, se indica para el tratamiento de la endocarditis por Enterococcus resistentes a gentamicina, pero sensibles a la estreptomicina.